# Nymphon conirostrum
Nymphon conirostrum är en havsspindelart som beskrevs av Stock, J.H. 1973. Nymphon conirostrum ingår i släktet Nymphon och familjen Nymphonidae. Inga underarter finns listade i Catalogue of Life.